# Adam Parada
Adam Oswald Parada de los Reyes (Alta Toma, 21 ottobre 1981) è un ex cestista messicano, professionista nella NBDL.

## Carriera
Con il Messico ha disputato i Campionati mondiali del 2014 e cinque edizioni dei Campionati americani (2001, 2003, 2005, 2007, 2009).